# Училищна психология
Училищната психология е поле, което прилага принципите на клиничната психология и образователната психология за диагностициране и помагане на деца и юноши с проблеми с поведението и ученето. Училищните психолози се обучават по психология, детско и юношеско развитие, детска и юношеска психопатология, образование, семейни и родителски практики, теории на ученето и теории за личността. Те са добре осведомени за ефективните инструкции и школи и са обучени в осигуряването на психологическа и психо образователна оценка, психотерапия и консултации.

### Журнали и други публикации свързани с училищната психология
- Journal of Psychoeducational Assessment
- Journal of School Psychology
- NASP Communiqué Архив на оригинала от 2010-11-25 в Wayback Machine.
- Psychology in the Schools Архив на оригинала от 2005-11-01 в Wayback Machine.
- School Psychology Forum: Research in Practice Архив на оригинала от 2011-10-06 в Wayback Machine.
- School Psychology International
- The School Psychologist Архив на оригинала от 2010-08-11 в Wayback Machine.
- School Psychology Quarterly Архив на оригинала от 2009-09-25 в Wayback Machine.
- School Psychology Review Архив на оригинала от 2011-03-10 в Wayback Machine.